# Abel Egede (politibetjent)
Abel Mølgaard Egede (født 4. maj 1945 i Nuuk; død 15. februar 2006 ) var en grønlandsk politibetjent og lokalpolitiker. 
Abel Egede var søn af snedker Jørgen Egede og sin hustru Martha Mølgaard. Han giftede sig den 5. august 1967 med den danske sygeplejerske Lil-Ann Frandsen (* 1945). 
Abel Egede gennemførte realeksamen i 1964 og begyndte at arbejde for politiet samme år. Han blev uddannet ved Københavns politiskole og arbejdede i Tårnby fra 1966 til 1968. Efterfølgende var han medlem af administrationen for den grønlandske politiforening, hvor han blev forfremmet til formand i 1970. Med en pause til videreuddannelse fra 1973 til 1974 forblev han formand indtil 1976. Det år begyndte han at arbejde som lærer på politiskolen. I 1981 blev han politimester og i 1986 politiinspektør. I Grønlands politihistorie spillede han en stor rolle i opbygningen af politiet. I 2002 flyttede han til Danmark, hvor han var ansvarlig for det skandinaviske politisamarbejde i Rigspolitiet. 
Fra 1977 til 1981 var han medlem af Nuuks kommunalbestyrelse, de sidste to år som viceborgmester. Han var også bestyrelsesmedlem i Grønlandsbanken. 
For sine fortjenester blev han den 21. marts 2000 tildelt Nersornaat i sølv. Han bar også Dannebrogorden, politimærket og Rotary Foundation-medaljen. 